# Alejandra Gulla
Alejandra Laura Gulla (4 luglio 1977) è un'ex hockeista su prato argentina.

## Palmarès

### Olimpiadi
- 2 medaglie:
  - 2 bronzi (Atene 2004; Pechino 2008)

### Mondiali
- 2 medaglie:
  - 1 oro (Rosario 2010)
  - 1 bronzo (Madrid 2006)

### Champions Trophy
- 5 medaglie:
  - 4 ori (Amstelveen 2001; Mönchengladbach 2008; Sydney 2009; Nottingham 2010)
  - 1 bronzo (Rosario 2004)

### Giochi panamericani
- 3 medaglie:
  - 3 ori (Winnipeg 1999; Santo Domingo 2003; Rio de Janeiro 2007)

### Coppa panamericana
- 2 medaglie:
  - 2 ori (Kingston 2001; Bridgetown 2004)